# Шарипова, Венера Гареевна
Вене́ра Гаре́евна Шари́пова — (тат. Венера Шәрипова; 23 февраля 1932— 8 сентября 1989) — оперная певица (лирико-колоратурное сопрано). Заслуженная артистка Татарской АССР (1956). Народная артистка Татарской АССР (1976). Народная артистка РСФСР (1988). Солистка Татарского театра оперы и балета им. М. Джалиля.

## Творческая биография
Шарипова Венера Гареевна родилась 23 февраля 1932 года в г. Шерабад Узбекской ССР.
В 1952 году окончила Московскую консерваторию им. П. И. Чайковского.
С 1952—1977 гг. солистка Татарского театра оперы и балета им. М. Джалиля.
С 1977—1989 гг. солистка Татарской филармонии им. Г. Тукая.
Многие годы Венера Шарипова была одной из ведущих солисток Татарского оперного театра им. М. Джалиля. За время работы в театре ею исполнены многие партии лирико-колоратурного сопрано в операх русских, зарубежных, а также советских и татарских композиторов.
Овладение высокими образцами классического оперного искусства оказало большое влияние на работу В. Шариповой в области национального оперного репертуара. Чувство меры, высокие профессиональные оперные традиции, усвоенные ею, позволяли органично вписывать национальные интонации в классический оперный стиль.
В репертуаре певицы также присутствовали татарские народные песни, камерные вокальные произведения русских, зарубежных и татарских композиторов.

## Основные партии
- Татьяна, Маша («Дубровский» Э. Ф. Направника)
- Снегурочка, Марфа («Царская невеста» Н. А. Римского-Корсакова)
- Маргарита («Фауст» Ш. Гуно)
- Леонора («Трубадур» Дж. Верди)
- Виолетта («Травиата» Дж. Верди)
- Чио-Чио-сан («Мадам Баттерфляй» Дж. Пуччини)
- Сарвар («Башмачки» Дж. Файзи)
- Иоланта («Иоланта» П. И. Чайковского)
- Алтынчеч («Алтынчеч» Н. Г. Жиганова)
- Гульюзум («Наемщик» С. Сайдашева) и другие.

## Звания и награды
- Заслуженная артистка Татарской АССР (1956)
- Народная артистка Татарской АССР (1976)
- Народная артистка РСФСР (1988)
- Кавалер ордена «Знак Почёта» (7 мая 1957)[2]